# Decreto dei pieni poteri
Il decreto dei pieni poteri, conosciuto anche come legge dei pieni poteri (in lingua tedesca: Ermächtigungsgesetz), è il termine con cui venne indicato il provvedimento approvato dal parlamento tedesco (Reichstag) il 24 marzo 1933. Questo decreto rappresentò il secondo passo – il primo fu il Decreto dell'incendio del Reichstag – compiuto dal Partito Nazionalsocialista Tedesco dei Lavoratori (e controfirmato dal Presidente Paul von Hindenburg) per dichiarare lo stato di emergenza e nei fatti instaurare una dittatura utilizzando gli strumenti legali messi a disposizione dalla Repubblica di Weimar.

## Storia
Quando il neocancelliere Adolf Hitler presentò il progetto di legge al parlamento della repubblica di Weimar, egli non possedeva la maggioranza assoluta dei voti; per assicurarsi l'approvazione del piano, fece arrestare o comunque impedì con la forza di partecipare alla seduta a tutti i deputati comunisti e ad alcuni socialdemocratici, minacciò fisicamente ministri ed esponenti del Centro e fece disporre le SA, squadre paramilitari del Partito nazionalsocialista, attorno e all'interno del Reichstag durante la votazione.
Il primo atto preso nell'ambito del decreto dei pieni poteri fu l'ordine di scioglimento del Partito Socialdemocratico di Germania, che aveva votato contro il decreto stesso.

## Testo
Il testo del decreto è di ridotta estensione. Qui viene riprodotto integralmente in lingua tedesca e in italiano:
Der Reichstag hat das folgende Gesetz beschlossen, das mit Zustimmung des Reichsrats hiermit verkündet wird, nachdem festgestellt ist, daß die Erfordernisse verfassungsändernder Gesetzgebung erfüllt sind:

1. Reichsgesetze können außer in dem in der Reichsverfassung vorgesehenen Verfahren auch durch die Reichsregierung beschlossen werden. Dies gilt auch für die in den Artikeln 85 Abs. 2 und 87 der Reichsverfassung bezeichneten Gesetze.
2. Die von der Reichsregierung beschlossenen Reichsgesetze können von der Reichsverfassung abweichen, soweit sie nicht die Einrichtung des Reichstags und des Reichsrats als solche zum Gegenstand haben. Die Rechte des Reichspräsidenten bleiben unberührt.
3. Die von der Reichsregierung beschlossenen Reichsgesetze werden vom Reichskanzler ausgefertigt und im Reichsgesetzblatt verkündet. Sie treten, soweit sie nichts anderes bestimmen, mit dem auf die Verkündung folgenden Tage in Kraft. Die Artikel 68 bis 77 der Reichsverfassung finden auf die von der Reichsregierung beschlossenen Gesetze keine Anwendung.
4. Verträge des Reiches mit fremden Staaten, die sich auf Gegenstände der Reichsgesetzgebung beziehen, bedürfen für die Dauer der Geltung dieser Gesetze nicht der Zustimmung der an der Gesetzgebung beteiligten Körperschaften. Die Reichsregierung erläßt die zur Durchführung dieser Verträge erforderlichen Vorschriften.
5. Dieses Gesetz tritt mit dem Tage seiner Verkündung in Kraft. Es tritt mit dem 1. April 1937 außer Kraft; es tritt ferner außer Kraft, wenn die gegenwärtige Reichsregierung durch eine andere abgelöst wird.»

Il Reichstag ha approvato la seguente legge, che è promulgata col consenso del Reichsrat, essendo stati rispettati i requisiti per l'emanazione di una modifica costituzionale:

1. In aggiunta alla procedura di cui alla Costituzione, le leggi del Reich possono altresì essere emanate dal Governo del Reich. Sono incluse le leggi di cui agli Articoli 85, secondo comma, ed 87 della Costituzione.[4]
2. Le leggi emanate dal Governo del Reich possono derogare alla Costituzione del Reich, purché non arrechino pregiudizio alle istituzioni del Reichstag e del Reichsrat. I diritti del Presidente rimangono inalterati.
3. Le leggi emanate dal Governo del Reich sono promulgate dal Cancelliere del Reich e pubblicate sulla Gazzetta del Reich. Hanno effetto dal giorno successivo alla loro pubblicazione, salvo che sia stabilita una diversa data. Gli articoli da 68 a 77 della Costituzione non si applicano alle leggi emanate dal Governo del Reich.[5]
4. I trattati stipulati dal Reich con Stati stranieri, che si riferiscono alla legge del Reich, per la durata della presente legge non richiedono il consenso degli organi coinvolti nella legislazione. Il Governo del Reich emana le norme necessarie alla realizzazione di tali accordi.
5. Questa legge entra in vigore il giorno della sua pubblicazione. È abrogata a decorrere del 1 aprile 1937; inoltre è abrogata se l’attuale Governo del Reich viene sostituito da un altro.»

## Il voto
Segue l'esito del voto che ha portato all'approvazione del decreto:
| Partito politico | Partito politico | Deputati | Favorevoli | Contrari | Astenuti/Assenti |
| ---------------- | ---------------- | -------- | ---------- | -------- | ---------------- |
|                  | NSDAP            | 288      | 288        | –        | –                |
|                  | SPD              | 120      | –          | 94       | 26               |
|                  | KPD              | 81       | –          | –        | 81               |
|                  | Z                | 73       | 72         | –        | 1                |
|                  | DNVP             | 52       | 52         | –        | –                |
|                  | BVP              | 19       | 19         | –        | –                |
|                  | DStP             | 5        | 5          | –        | –                |
|                  | CSVD             | 4        | 4          | –        | –                |
|                  | DVP              | 2        | 1          | –        | 1                |
|                  | DBP              | 2        | 2          | –        | –                |
|                  | Landbund         | 1        | 1          | –        | –                |
| Totale           | Totale           | 647      | 444        | 94       | 109              |

## Analisi storica
Secondo alcuni storici, il consenso dato dal Partito del Centro all'approvazione della legge dei pieni poteri fu concesso in cambio della promessa di Hitler di stipulare un concordato con la Santa Sede; tuttavia, dai documenti dell'archivio vaticano non risulta che la Santa Sede fosse stata preventivamente informata sulle trattative intercorse tra Hitler e i parlamentari del Centro; sembra invece che questi agirono autonomamente senza il mandato del Vaticano. Inoltre, dal rapporto inviato dal nunzio Cesare Orsenigo in Vaticano il 24 marzo non risulta che durante tali trattative si fosse fatto cenno a un possibile concordato tra Santa Sede e Governo tedesco.